# Taranto Cras Basket
Maillots
Le Taranto Cras Basket, autrement connu comme Pasta Ambra Taranto est un club féminin italien de basket-ball basé dans la ville Tarente, chef-lieu de la province éponyme dans les Pouilles. Quatre fois champion, trois fois vainqueur de la Super Coupe et deux fois vainqueur de la Coupe d'Italie, le club fait partie de l'élite du championnat italien jusqu'à l'été 2013, lorsque la section professionnelle met un terme à ses activités pour des raisons économiques
.

## Palmarès
- Champion d'Italie : 2003, 2009, 2010, 2012
- Coupe d'Italie : 2003, 2012
- Supercoupe d'Italie : 2003, 2010
- Finaliste de l'Eurocoupe 2009

## Effectif 2011-2012
| Numéro | Nom                | Née le           | Taille | Nationalité | Poste      |
| 4      | Megan Mahoney      | 13 février 1983  | 1,85 m | États-Unis  | Ailière    |
| 5      | Kia Vaughn         | 24 janvier 1987  | 1,93 m | États-Unis  | Intérieure |
| 6      | Giorgia Sottana    | 15 décembre 1988 | 1,77 m | Italie      | Meneuse    |
| 8      | Simona Ballardini  | 24 mars 1981     | 1,83 m | Italie      | Arrière    |
|        | Dubravka Dacic     | 6 mai 1985       | 1,98 m | Italie      | Intérieure |
| 9      | Sara Giauro        | 25 octobre 1979  | 1,89 m | Italie      | Ailière    |
| 10     | Maria Pascalau     | 19 janvier 1982  | 1,96 m | Roumanie    | Arrière    |
| 11     | Marta Masoni       | 13 juillet 1993  | 1,84 m | Italie      | Arrière    |
| 13     | Élodie Godin       | 5 juillet 1985   | 1,90 m | France      | Intérieure |
| 14     | Valentina Siccardi | 2 avril 1982     | 1,78 m | Italie      | Arrière    |
| 15     | Angela Gianolla    | 22 juillet 1980  | 1,70 m | Italie      | Arrière    |
| 20     | Michelle Greco     | 24 mars 1980     | 1,74 m | Italie      | Arrière    |
|        | Sara Petaro        | 17 avril 1994    | 1,72 m | Italie      | Arrière    |

Entraîneur :  Roberto Ricchini
Assistant : 	Mario Buccoliero

## Effectif 2010-2011
| Numéro | Nom                | Née le            | Taille | Nationalité | Poste      |
| 4      | Megan Mahoney      | 13 février 1983   | 1,85 m | États-Unis  | Ailière    |
| 5      | Valentina Siccardi | 2 avril 1982      | 1,78 m | Italie      | Arrière    |
| 6      | Michelle Greco     | 24 mars 1980      | 1,74 m | Italie      | Arrière    |
| 7      | Angela Gianolla    | 22 juillet 1980   | 1,70 m | Italie      | Arrière    |
| 8      | Dubravka Dacic     | 6 mai 1985        | 1,98 m | Italie      | Intérieure |
| 9      | Sara Giauro        | 25 octobre 1979   | 1,89 m | Italie      | Ailière    |
| 11     | Jami Montagnino    | 31 mars 1985      | 1,75 m | Italie      | Arrière    |
| 12     | Kathy Wambe        | 7 novembre 1981   | 1,83 m | Belgique    | Arrière    |
| 13     | Élodie Godin       | 5 juillet 1985    | 1,90 m | France      | Intérieure |
| 14     | Brooke Smith       | 30 avril 1984     | 1,91 m | États-Unis  | Intérieure |
| 15     | Silvia Sarni       | 16 septembre 1987 | 1,88 m | Italie      | Intérieure |

Entraîneur :  Roberto Ricchini
Assistant :

## Joueuses marquantes
- Élodie Godin (2008-2012)
- Yolanda Griffith
- Rebekkah Brunson
- Suzy Batkovic
- Sophia Young